# Jonas Walter

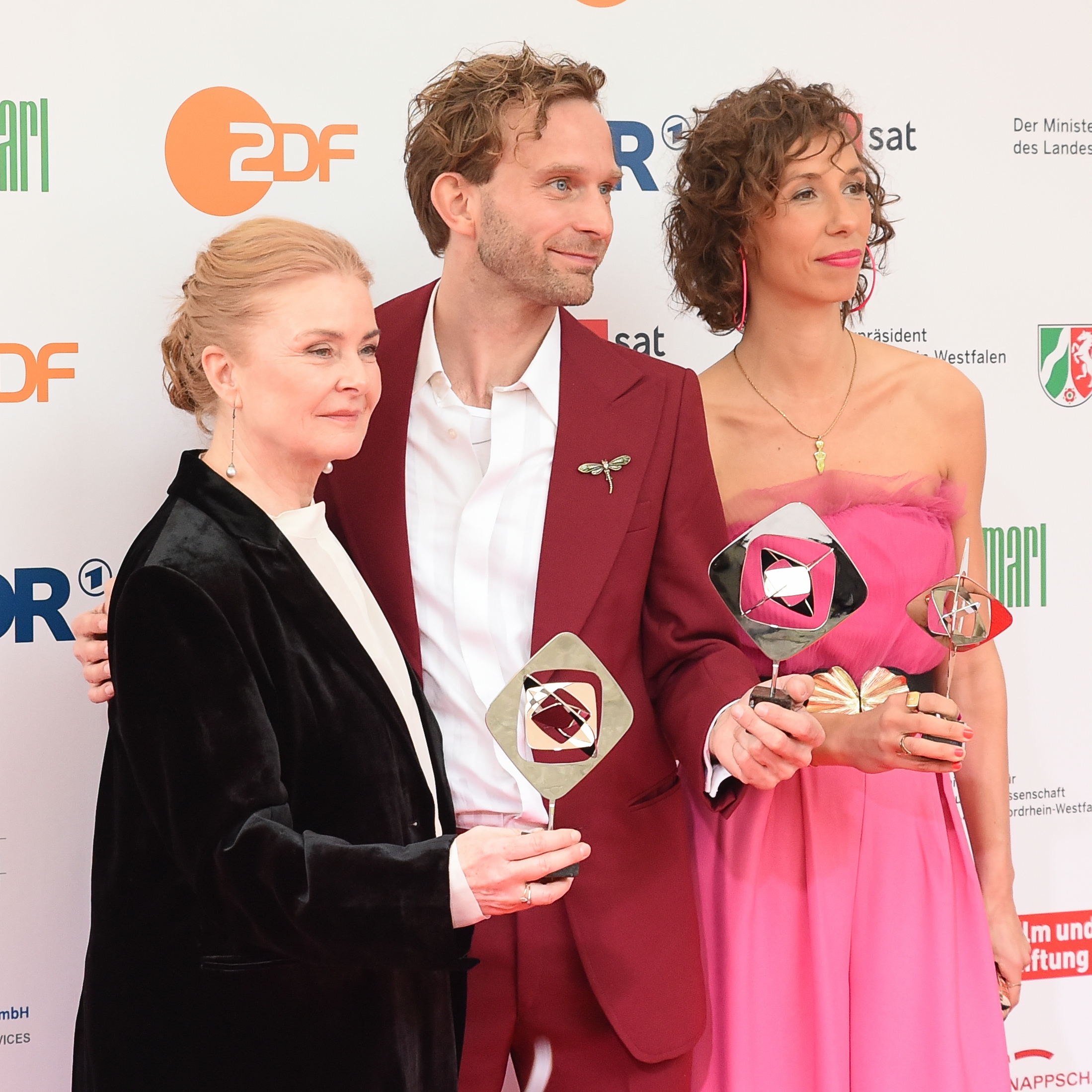
Jonas Walter mit Lina Wendel und Linda Pöppel bei der Verleihung des Grimme-Preises 2024

Jonas Ludwig Walter (* 11. November 1984 in Potsdam-Babelsberg) ist ein deutscher Fotograf und Filmregisseur.

## Biographie
Walter hat von an der Ostkreuzschule für Fotografie und Gestaltung bei Werner und Ute Mahler Fotografie studiert. Von 2013 bis 2022 studierte er Film- und Fernsehregie an der Filmuniversität Babelsberg Konrad Wolf, ab 2018 als Masterstudent bei Andreas Kleinert. 2015 und 2016 war Walter Gaststudent an der Kunsthochschule Havanna.
Als freier Fotograf arbeitet er unter anderem für den Stern, die Süddeutsche Zeitung, die NZZ, chrismon und den Freitag und drehte Werbefilme für ver.di und den Taschen-Verlag sowie Kinospots im Rahmen von Verkehrssicherheitskampagnen, für die er unter anderem mit dem deutschen Wirtschaftsfilmpreis ausgezeichnet wurde. Als Spielfilmregisseur realisierte er fiktionale Koproduktionen mit dem MDR, dem rbb und dem ZDF. Seine Filme liefen auf verschiedenen Filmfestivals, unter anderem dem Filmfestival Cottbus sowie dem Max Ophüls Preis 2018 und 2023. Er fotografiert regelmäßig das Ensemble des inklusiven Berliner Theaters RambaZamba. Nach dem Tod der Fotografin Sibylle Bergemann gab er gemeinsam mit ihrer Tochter den Bildband Sibylle Bergemann und das Theater RambaZamba im Verlag Theater der Zeit heraus.
2022 zeigte das Brandenburgische Landesmuseum für moderne Kunst Werke aus der Fotoserie „Landarzt“, über den libanesischen Allgemeinmediziner Amin Ballouz, in der Uckermark. Im selben Jahr erwarb das Museum zehn Werke aus „Kraftwerk“, für die Brandenburgische Kunstsammlung. Die Serie begleitet den Abriss des KKW Stendal: Walter fotografierte einen Sommer lang mit einer Großformatkamera fünf Männer, die die Kraftwerksruine in Eigenregie abreißen.
Walters Kinofilm Tamara wurde am 25. Januar 2023 auf dem 44. Filmfestival Max Ophüls Preis uraufgeführt und wurde mit dem Grimme-Preis 2024 ausgezeichnet.
Derzeit arbeitet Walter zusammen mit dem Historiker Robert Sommer zusammen an einem Fotoprojekt in Polen, für das er ein Stipendium der VG Bild-Kunst erhält.
Jonas Ludwig Walter lebt in Berlin und in Mecklenburg, auf dem Land bei Rostock.

## Filmografie
- 2012: „Nichts zu verschenken.“[23]
- 2014: „EagleEye Jimmy.“ Dokumentation[24]
- 2015: „A 9.“ Kinospot im Rahmen der Verkehrssicherheitskampagne für das Land Brandenburg.[25]
- 2016: „Mit den Füßen zuerst.“ Kurzspielfilm[26]
- 2017: „Lieber sicher. Lieber leben.“ Kinospot im Rahmen der Verkehrssicherheitskampagne für das Land Brandenburg.[27][6]
- 2017: „500 Jahre Reformation. Lebendige Portraits“[28]
- 2018: Siebenpunkt (Kurzfilm)
- 2018: „Waiters.“ Kurzfilm als Teil einer 4-teiligen, vom RBB produzierten Fernsehserie.[29]
- 2018: „Parque Martí.“ Dokumentarfilm[30]
- 2023: Tamara

## Veröffentlichungen
- Sibylle Bergemann und das Theater RambaZamba, Fotografien. Hrsg. von Frieda von Wild und Jonas Ludwig Walter, Theater der Zeit, Berlin 2011, ISBN 978-3-942449-45-8
- Jonas Ludwig Walter, Wir haben gut gefeiert: Ehemalige Beschäftigte der Papierfabrik Hohenofen. Sandstein Kommunikation, Dresden 2012, ISBN 978-3-942422-81-9
- Chrismon, „Der Doktor is jut im Pieken“, Fotos von Jonas Ludwig Walter. Frankfurt am Main 2014[31][16]
- „Eine Mutter klagt an“, Fotos von Jonas Ludwig Walter, Frankfurt am Main 2019, chrismon[32]